# Finnish International 2002
Die Finnish International 2002 fanden vom 4. bis zum 7. April 2002 im Ruskeasuon Palloiluhalli in Helsinki statt. Es war die sechste Austragung dieser internationalen Meisterschaften von Finnland im Badminton.

## Medaillengewinner
| Disziplin    | Gold                               | Silber                             | Bronze                             |
| ------------ | ---------------------------------- | ---------------------------------- | ---------------------------------- |
| Herreneinzel | Kasperi Salo                       | Daniel Eriksson                    | Ilkka Nyqvist                      |
| Herreneinzel | Kasperi Salo                       | Daniel Eriksson                    | Nabil Lasmari                      |
| Dameneinzel  | Anu Weckström                      | Petya Nedelcheva                   | Nina Weckström                     |
| Dameneinzel  | Anu Weckström                      | Petya Nedelcheva                   | Sara Persson                       |
| Herrendoppel | Evgenij Isakov Andrej Zholobov     | Manuel Dubrulle Jean-Michel Lefort | Joakim Andersson Johan Holm        |
| Herrendoppel | Evgenij Isakov Andrej Zholobov     | Manuel Dubrulle Jean-Michel Lefort | Nicolás Escartín Arturo Ruiz López |
| Damendoppel  | Elin Bergblom Johanna Persson      | Verena Fastenbauer Karina Lengauer | Nina Weckström Anu Weckström       |
| Damendoppel  | Elin Bergblom Johanna Persson      | Verena Fastenbauer Karina Lengauer | Natalia Gorodnicheva Elena Shimko  |
| Mixed        | Konstantin Dobrev Petya Nedelcheva | Sergey Ivlev Elena Shimko          | José Antonio Crespo Dolores Marco  |
| Mixed        | Konstantin Dobrev Petya Nedelcheva | Sergey Ivlev Elena Shimko          | Manuel Dubrulle Elodie Eymard      |

## Finalergebnisse
| Disziplin    | Sieger                             | Finalist                           | Ergebnis                |
| ------------ | ---------------------------------- | ---------------------------------- | ----------------------- |
| Herreneinzel | Kasperi Salo                       | Daniel Eriksson                    | 7–5, 8–7, 7–4           |
| Dameneinzel  | Anu Weckström                      | Petya Nedelcheva                   | 7–1, 7–4, 7–0           |
| Herrendoppel | Evgenij Isakov Andrej Zholobov     | Manuel Dubrulle Jean-Michel Lefort | 3–7, 8–7, 7–0, 5–7, 8–6 |
| Damendoppel  | Elin Bergblom Johanna Persson      | Verena Fastenbauer Karina Lengauer | w.o.                    |
| Mixed        | Konstantin Dobrev Petya Nedelcheva | Sergey Ivlev Elena Shimko          | 3–7, 6–8, 7–0, 8–7, 7–4 |